# حصار قيصرية
حصار قيصرية يشير إلى حصار فتح قيصرية ماريتيما في ولاية فلسطين الأولى (الإمبراطورية البيزنطية) من خلال جيش مشترك من الساسانيين واليهود في عام 614 ميلادية.

## معلومات تاريخية
أثناء المراحل الأولى من حرب البيزنطيين والساسانيين في الفترة بين 602 و628، قام خسرو الثاني بتكوين تحالف مع السكان اليهود في الإمبراطورية الفارسية والجيوش الساسانية، وتم تعزيزه من خلال المقاتلين اليهود، وتوجهوا ناحية الشام.
وبعد الانتصار في أنطاكيا، وصل الجيش الساساني اليهودي، الذي كان يقوده شهربراز، إلى ولاية فلسطين الأولى وقام باحتلال قيصرية ماريتيما، العاصمة الإدارية للولاية. وقد انضم إلى قوات نحميا اليهودية والفارسيين الساسانيين، تحت قيادة شهربراز، بنيامين من طبريا (حسب المصادر اليهودية - كان لهذا الرجل ثروة ضخمة)، والذي قام بتجنيد وتسليح المزيد من الجنود اليهود من طبريا والناصرة ومدن الجليل الجبلية، وقد سارت كل تلك القوات معًا تجاه القدس. وفي وقت لاحق، سقطت القدس في أيدي الجيوش الفارسية.